# Therefore I Am
Singles de Billie Eilish
My Future (en)
(2020)
Therefore I Am est une chanson de l'auteure-compositrice-interprète américaine Billie Eilish sortie le 12 novembre 2020.

## Clip vidéo
Le clip vidéo de Therefore I Am sort le même jour que le single, le 12 novembre 2020. Il met en scène Billie Eilish dans le centre commercial de Glendale Galleria (en). Filmé avec un iPhone, il est réalisé par la chanteuse elle-même.

## Accueil commercial
Dans le classement daté du 21 novembre 2020, Therefore I Am entre dans le Billboard Hot 100 en 94e position après une seule journée d'exploitation. Nielsen rapporte que la chanson a généré 3,1 millions de streams et 5 000 téléchargements aux États-Unis le jour de sa sortie, ainsi qu'une audience radio de 11,7 millions d'auditeurs pendant ses quatre premiers jours de diffusion. La même semaine, le titre débute dans le Hot Rock & Alternative Songs (en) et le Hot Alternative Songs en cinquième position. La semaine suivante, il atteint la deuxième place de ces deux classements ainsi que du Billboard Hot 100, et devient le premier numéro un de Billie Eilish dans le top Streaming Songs.

## Classements hebdomadaires
| Classement (2020)                          | Meilleure position |
| ------------------------------------------ | ------------------ |
| Allemagne (GfK Entertainment)              | 5                  |
| Argentine (Hot 100)                        | 43                 |
| Australie (ARIA)                           | 3                  |
| Autriche (Ö3 Austria Top 40)               | 2                  |
| Belgique (Flandre Ultratop 50 Singles)     | 10                 |
| Belgique (Flandre Ultratop 50 Airplay)     | 11                 |
| Belgique (Wallonie Ultratop 50 Singles)    | 14                 |
| Belgique (Wallonie Ultratop 50 Airplay)    | 21                 |
| Canada (Hot 100)                           | 2                  |
| Canada (All-Format)                        | 12                 |
| Canada (Digital Songs)                     | 1                  |
| Canada (CHR/Top 40)                        | 8                  |
| Canada (Hot AC)                            | 20                 |
| Canada (Rock)                              | 37                 |
| Communauté des États indépendants (Tophit) | 23                 |
| Danemark (Tracklisten)                     | 3                  |
| Écosse (OCC)                               | 53                 |
| Émirats arabes unis (Radiomonitor)         | 2                  |
| Espagne (PROMUSICAE)                       | 41                 |
| États-Unis (Hot 100)                       | 2                  |
| États-Unis (Adult Pop Songs)               | 8                  |
| États-Unis (Alternative Airplay)           | 1                  |
| États-Unis (Alternative Songs)             | 2                  |
| États-Unis (Dance/Mix Show Airplay)        | 8                  |
| États-Unis (Digital Songs)                 | 2                  |
| États-Unis (Hot Rock Songs)                | 2                  |
| États-Unis (Pop Airplay)                   | 1                  |
| États-Unis (Radio Songs)                   | 3                  |
| États-Unis (Rock Airplay)                  | 2                  |
| États-Unis (Streaming Songs)               | 1                  |
| États-Unis (Triple A (en))                 | 31                 |
| États-Unis (Rolling Stone Top 100 (en))    | 1                  |
| Europe (Euro Digital Songs)                | 3                  |
| Finlande (Suomen virallinen lista)         | 2                  |
| France (SNEP)                              | 34                 |
| France (SNEP Ventes)                       | 6                  |
| Global 200                                 | 2                  |
| Global Excl. U.S.                          | 2                  |
| Grèce (IFPI Greece)                        | 1                  |
| Hong Kong (Metro Radio (en))               | 1                  |
| Hongrie (Single Top 40)                    | 2                  |
| Hongrie (Stream Top 40)                    | 1                  |
| Irlande (IRMA)                             | 1                  |
| Islande (Tónlistinn)                       | 8                  |
| Israël (Media Forest)                      | 2                  |
| Italie (FIMI)                              | 15                 |
| Japon (Hot 100)                            | 75                 |
| Lettonie (LAIPA)                           | 1                  |
| Liban (The Official Lebanese Top 20)       | 1                  |
| Lituanie (AGATA)                           | 1                  |
| Malte (Radiomonitor)                       | 3                  |
| Mexique (Mexico Airplay)                   | 8                  |
| Mexique (Mexico Ingles Airplay (en))       | 1                  |
| Norvège (VG-lista)                         | 2                  |
| Nouvelle-Zélande (RMNZ)                    | 1                  |
| Pays-Bas (Nederlandse Top 40)              | 18                 |
| Pays-Bas (Single Top 100)                  | 11                 |
| Pologne (ZPAV)                             | 36                 |
| Portugal (AFP)                             | 5                  |
| Roumanie (Airplay 100)                     | 88                 |
| Royaume-Uni (UK Singles Chart)             | 2                  |
| Russie (Tophit Radio Top 100)              | 19                 |
| Serbie (Radiomonitor)                      | 5                  |
| Singapour (RIAS (en))                      | 2                  |
| Slovaquie (IFPI Rádio)                     | 40                 |
| Slovaquie (IFPI Singles Digitál)           | 1                  |
| Suède (Sverigetopplistan)                  | 4                  |
| Suisse (Schweizer Hitparade)               | 2                  |
| Tchéquie (IFPI Rádio)                      | 10                 |
| Tchéquie (IFPI Singles Digitál)            | 3                  |